# Gabriel de Guilleragues

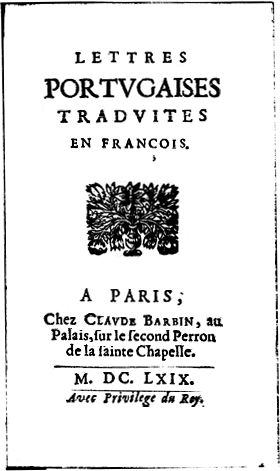
Lettres portugaises.

Gabriel Joseph de Lavergne, conde de Guilleragues (Bordéus, 18 de novembro de 1628 - Constantinopla, 15 de março de 1685) foi um jornalista, diplomata e escritor francês.
Foi-lhe atribuída a autoria das Cartas Portuguesas, disputada com Mariana Alcoforado, num debate nunca concluído.

## Obras
- Relation véritable de ce qui s'est passé à Constantinople.
- Ambassade du Comte de Guilleragues et de M. de Girardin auprès du grand Seigneur.
- Lettres portugaises. Paris: Claude Barbin, 1669.